# 天貺宝象
天貺宝象（てんけいほうしょう、Thiên Thống Bảo Tượng、ティェントンバオテゥォン）は、ベトナム、李朝の聖宗李日尊の治世で使われた元号。1068年 - 1069年。

## 西暦等との対照表
| 天貺宝象 | 元年     | 2年     |
| 西暦     | 1068年   | 1069年  |
| 干支     | 戊申     | 己酉    |
| 宋       | 熙寧元年 | 熙寧2年 |

| 前の元号 龍彰天嗣 | ベトナムの元号 李朝 | 次の元号 神武 |